# أونيونتا (نيويورك)
أونيونتا (بالإنجليزية: Oneonta, New York) هي مدينة تقع في الولايات المتحدة في نيويورك (ولاية). يقدر عدد سكانها بـ 13,901 نسمة .

## توأمة
لأونيونتا (نيويورك) اتفاقيات توأمة مع:
- كراسنويارسك (2004 - )

## أعلام
- كلاي بيلنجر
- روبلي كوك وليامز
- هنري إي. هانتينغتون
- جيري جيف ووكر
- كوراي رووي
- شيرمان فيرتشايلد
- كين تشيس
- ويليام دبليو. سنو
- ديك فولر